# 安蒂戈尼什县
安蒂戈尼什县（英語：Antigonish）是加拿大新斯科舍省的一个县。安蒂戈尼什县建制于1879年4月17日。行政中心位于安蒂戈尼什。
1. ↑  . 加拿大統計局. 2022-02-09  [2024-10-17]. （原始内容存档于2023-04-03） （英语）.